# Sinagra
Sinagra település Olaszországban, Szicília régióban, Messina megyében. Lakosainak száma 2474 fő (2023. január 1.). Sinagra Castell’Umberto, Naso, Raccuja, Sant’Angelo di Brolo, Tortorici, Ucria és Ficarra községekkel határos.

## Népesség
A település lakossága az elmúlt években az alábbi módon változott:
| Lakosok száma | 2677 | 2643 | 2474 |
|               | 2017 | 2018 | 2023 |